# Classe Hatsuyuki
La classe Hatsuyuki (はつゆき型護衛艦, Hatsuyuki-gata-goei-kan) est une classe de destroyers construit pour la force maritime d'autodéfense japonaise dans les années 1980. Successeurs de la classe Takatsuki, les navires sont progressivement retirés du service à partir des années 2010. Il s'agit de la première classe de destroyers polyvalents de la marine de guerre japonaise.

## Contexte
Les destroyers de la marine japonaise avaient été divisés en deux séries, les destroyers antiaériens (DDA) et les destroyers anti-sous-marins (DDK). Cependant, dans les années 1970, une révision radicale de la flotte devint nécessaire en raison de l'amélioration de la flotte sous-marine soviétique et du renforcement des missiles antinavires. Après examen par la recherche opérationnelle, le concept de huit navires / huit hélicoptères a été adopté comme nouvelle organisation de la flotte : chaque flottille serait composée d'un destroyer hélicoptère (DDH), de cinq destroyers polyvalents (DD) et de deux destroyers de missiles guidés (DDG).
Les destroyers polyvalents (汎用護衛艦, Hanyou-goei-kan) représentent un nouveau type de destroyers. Ils combinent des capacités anti-aériennes et anti-sous-marines (DDA et DDK), tout en pouvant tirer des missiles et opérer des hélicoptères. Ce fut la première classe construite basé sur ce concept.

## Navires de la classe
| Pennant number | Nom            | Pose de la quille | Lancement         | Mise en service  | Retrait        | Chantier naval                                 | Port d'attache | Notes                                              |
| -------------- | -------------- | ----------------- | ----------------- | ---------------- | -------------- | ---------------------------------------------- | -------------- | -------------------------------------------------- |
| DD-122         | Hatsuyuki (en) | 14 mars 1979      | 7 novembre 1980   | 23 mars 1982     | 25 juin 2010   | Sumitomo Heavy Industries (en), Uraga          | Yokosuka       |                                                    |
| DD-123 TV-3517 | Shirayuki (en) | 3 décembre 1979   | 4 août 1981       | 8 février 1982   | 27 avril 2016  | Hitachi Zosen, Maizuru                         | Yokosuka       | Converti en navire d'entraînement le 16 mars 2011  |
| DD-124         | Mineyuki (en)  | 7 mai 1981        | 19 octobre 1982   | 26 janvier 1984  | 7 mars 2013    | Mitsubishi Heavy Industries                    | Maizuru        |                                                    |
| DD-125         | Sawayuki (en)  | 22 avril 1981     | 21 juin 1982      | 15 février 1984  | 1er avril 2013 | IHI Corporation                                | Yokosuka       |                                                    |
| DD-126         | Hamayuki (en)  | 4 février 1981    | 27 mai 1982       | 18 novembre 1983 | 14 mars 2012   | Mitsui Engineering & Shipbuilding (en), Tamano | Maizuru        |                                                    |
| DD-127         | Isoyuki (en)   | 20 avril 1982     | 19 septembre 1983 | 23 janvier 1985  | 13 mars 2014   | IHI Corporation                                | Sasebo         |                                                    |
| DD-128         | Haruyuki (en)  | 11 mars 1982      | 6 septembre 1983  | 14 mars 1985     | 13 mars 2014   | Sumitomo Heavy Industries, Uraga               | Sasebo         |                                                    |
| DD-129 TV-3519 | Yamayuki (en)  | 25 février 1983   | 10 juillet 1984   | 3 décembre 1985  |                | Hitachi Zosen, Maizuru                         | Kure           | Converti en navire d'entraînement le 27 avril 2016 |
| DD-130         | Matsuyuki (en) | 7 avril 1983      | 25 octobre 1984   | 19 mars 1986     |                | IHI Corporation                                | Kure           |                                                    |
| DD-131 TV-3518 | Setoyuki (en)  | 26 janvier 1984   | 3 juillet 1985    | 11 décembre 1986 |                | Mitsui Engineering & Shipbuilding , Tamano     | Kure           | Converti en navire-école le 14 mars 2012           |
| DD-132         | Asayuki (en)   | 22 décembre 1983  | 16 octobre 1985   | 20 février 1987  |                | Sumitomo Heavy Industries, Uraga               | Sasebo         |                                                    |
| DD-133 TV-3513 | Shimayuki (en) | 8 mai 1984        | 29 janvier 1986   | 17 février 1987  |                | Mitsubishi Heavy Industries                    | Kure           | Converti en navire-école le 18 mars 1999           |